# Александър Егоров
Алекса̀ндър Илѝч Его̀ров (на руски: Алекса́ндр Ильи́ч Его́ров) e военачалник от времето на гражданската война в Русия, началник на Генералния щаб на РККА и един от първите маршали на Съветския съюз (1935).
На 27 март 1938 г. Егоров е арестуван. Той е обвинен в шпионаж и антиправителствени дейности. На 23 февруари 1939 г. Егоров е екзекутиран без съд и присъда. Реабилитиран посмъртно на 14 март 1956 г.

## Биография

### Военна кариера
Роден на 13 октомври 1883 г. в Бузулук, Оренбургска губерния на Руската империя. Завършва Казанското пехотно юнкерско училище през 1905 г. Кадрови военен в императорската армия, участник в Първата световна война, Егоров командва полк (като подполковник, а после и като полковник).
В РККА е от декември 1917 г. Оттоваря за подбора на офицери за Червената армия, занимава се с въпросите за пленниците и бежанците, от август 1918 г. командва армии и фронтове в гражданската война (участва в бойните действия при Самара и Царицин), а после и в съветско-полската война.
През 1924 – 1925 г. Егоров командва всички въоръжени сили в Украйна и Крим, до 1926 г. е военен аташе в Китай, а в периода 1927 – 1931 г. е командир на Беларуския военен окръг. От 1931 до 1937 г. е началник на Щаба (впоследствие Генералния щаб) на РККА. Един от първите маршали на Съветския съюз при създаването на званието през 1935 г.

### Гибел
Отначало Егоров не е засегнат от чистките в средите на военните, проведени през 1937 г. – възможно е роля да са изиграли връзките му със Сталин и Будьони от времето на гражданската война. Все пак в края на годината е свален от поста командващ на Закавказския военен окръг и арестуван на 27 март 1938 г., въпреки че заповедта за арестуването му е датирана месец по-късно .
Егоров е обвинен в „шпионаж, подготовка за терористични актове и участие в контрареволюционни организации“. Разследването по делото му се забавя, но след намесата на Николай Ежов и предаването на делата в ръцете на Берия, някои дела са разгледани ускорено. Егоров, заедно с няколко други военни, е разстрелян в Деня на Съветската армия – 23 февруари 1939 г. Кремиран на Донското гробище.
На 14 март 1956 г. Александър Егоров е реабилитиран – един от първите сред репресираните военачалници.

## Награди
- Четири ордена „Червено знаме“ – 1919, 1921, 1930 и 1934 г.
- Почетно революционно оръжие (шашка) – 17 февруари 1921 г.
- Медал „20 години РККА“ – 1938 г.

## Съчинения
- Лвов—Варшава. 1920 г. Взаимодействие фронтов M —Л., 1929 г.
- Разгром Деникина 1919 Москва, 1931 г.
- Тактика и оперативное искусство РККА начала тридцатых годов – В кн.: Вопросы стратегии и оперативного искусства в советских военных трудах (1917 – 1940 гг.) Москва. 1965 г.
- Задача современного военного искусства – В кн.: Вопросы стратегии и оперативного искусства в советских военных трудах (1917 – 1940 гг.) Москва. 1965 г.